# 41740 Yuenkwokyung
41740 Yuenkwokyung è un asteroide della fascia principale. Scoperto nel 2000, presenta un'orbita caratterizzata da un semiasse maggiore pari a 2,2078822 UA e da un'eccentricità di 0,0774668, inclinata di 4,71147° rispetto all'eclittica.